# X線発光分光法
X線発光分光法（Xせんはっこうぶんこうほう、X-ray Emission Spectroscopy: XES）は物質の電子状態を調べるために使われている手法である。測定対象となる物質は、気体、固体、液体、溶液などと幅広い。
軟X線発光を生じさせるための励起源としては電子線やX線管などが用いられることもあるが、現在では、エネルギー可変で強度の強いX線が得られるシンクロトロン放射光施設を光源として行われる実験が主流である。発光が軟X線領域のX線である場合には軟X線発光分光法(Soft X-ray Emission Spectroscopy: SXES)と呼ばれることもある。
X線発光分光法では、電子線による励起やX線の吸収などによって生じるX線発光を、回折格子分光器、結晶分光器を用いてエネルギー分析することで、測定対象の物質の電子状態を観測する。エネルギー可変な放射光を励起光源として使用する場合には、X線の吸収の特徴である元素選択性を利用して、物質中の元素ごとに部分的に電子状態を観測することができる特徴がある。したがって、同じく電子状態を調べるための手法である光電子分光法と比べて、多成分系においても解析が容易であるという特徴がある。

## 応用分野
X線発光分光法は、原子分子、固体物理、物質化学、化学、地学、生物学など幅広い分野で利用されている。X線発光分光法は、元素選択性をもつことなどの特徴があることから、以下のような幅広い物質系において利用されている。
- 固体試料
- 不純物が導入された半導体
- 半導体中の埋もれた界面[3]
- 水溶液中の金属含有タンパク[4]
- 溶液、水溶液[5]